# Kanton Saint-Martin-en-Bresse
Kanton Saint-Martin-en-Bresse (francouzsky Canton de Saint-Martin-en-Bresse) je francouzský kanton v departementu Saône-et-Loire v regionu Burgundsko. Tvoří ho devět obcí.

## Obce kantonu
- Allériot
- Bey
- Damerey
- Guerfand
- Montcoy
- Saint-Didier-en-Bresse
- Saint-Martin-en-Bresse
- Saint-Maurice-en-Rivière
- Villegaudin